# Олімпійський комітет Латвії
Олімпійський комітет Латвії (латис. Latvijas Olimpiskā Komiteja) — неприбуткова організація, національний олімпійський комітет Латвії. Створений у 1922 році, офіційно визнаний міжнародним олімпійським комітетом у 1923. Штаб-квартира розташована у Ризі.

## Історія
Олімпійський комітет Латвії було засновано 23 квітня 1922 року. В 1923 році було отримано повідомлення від міжнародного олімпійського комітету, що Латвія може взяти участь у наступних Олімпійських іграх. Після окупації Латвії Радянським Союзом у 1940 році, комітет призупинив свою роботу. З того моменту латвійські спортсмени виступали у складі делегації СРСР.
Діяльність комітету було відновлено 17 вересня 1988 року. Повторне визнання від МОК він отримав 1991 року.